# Pontcharra-sur-Turdine
Pontcharra-sur-Turdine este o comună în departamentul Rhône din sud-estul Franței. În 2009 avea o populație de 2.465 de locuitori.

## Evoluția populației
| An        | 1975  | 1982  | 1990  | 1999  | 2006  | 2009  |
| --------- | ----- | ----- | ----- | ----- | ----- | ----- |
| Populație | 1.746 | 1.833 | 2.086 | 2.136 | 2.464 | 2.465 |